# DSA-470
La DSA-470 es una carretera perteneciente a la Red Primaria de la Diputación Provincial de Salamanca que une las localidades de Fuentes de Oñoro y Castillejo de Martín Viejo.
Además de estas dos localidades, también pasa por Aldea del Obispo, Villar de Ciervo, Villar de la Yegua, y Serranillo.
Actualmente existe un proyecto de reforma para que en los próximos años se mejore y amplíe el firme.

## Origen y destino
La carretera DSA-470 tiene su origen en Fuentes de Oñoro en la intersección con la carretera N-620 y termina en la intersección con la carretera SA-324 en Castillejo de Martín Viejo formando parte de la Red de carreteras de Salamanca.